# Else Kesting
Else Kesting (* 28. November 1883 in Berlin; † unbekannt, nach 1953) war eine deutsche Politikerin (CDU) und Mitglied der Hamburgischen Bürgerschaft.

## Leben und Beruf
Else Kesting war gelernte kaufmännische Angestellte und arbeitet bis 1933 als Angestellte in mehreren Betrieben und als Geschäftsführerin im Verlagsbuchhandel. Zudem war sie Vorsitzende der Berufskrankenkasse der weiblichen Angestellten und Vorstandsmitglied des Verbandes der weiblichen Handels und Büroangestellten (VWA).
Nach dem Zweiten Weltkrieg war sie als Referentin der Deutschen Angestellten Krankenkasse tätig und führte einen Ortsverein der VWA.

## Politik
Else Kesting schloss sich in der Nachkriegszeit der CDU an und gehörte als Nachrückerin für den ehemaligen Hamburger Bürgermeister Rudolf Petersen von 23. Februar bis zum Ende der Wahlperiode im November 1949 der  ersten frei gewählten Bürgerschaft nach der NS-Zeit an. In der Zweiten Wahlperiode (1949 bis 1953) saß sie die gesamte Zeit im Parlament.